# Short Wave Live
Short Wave Live è l'unico album realizzato dal gruppo anglo-francese Short Wave, pubblicato dalla etichetta francese Gimini Music nel 1993. Il gruppo comprendeva il bassista Hugh Hopper, il sassofonista Didier Malherbe, il chitarrista Phil Miller e il batterista Pip Pyle, che sono tra i più importanti musicisti espressi dalla scena di Canterbury.

## Storia del gruppo
A parte Didier Malherbe, gli altri tre musicisti avevano suonato negli In Cahoots di Phil Miller; in precedenza Miller aveva fatto parte dei Matching Mole e, insieme a Pip Pyle, dei Delivery, degli Hatfield and the North e dei National Health. Pyle aveva anche suonato nei Gong con Malherbe e nei Soft Heap con Hugh Hopper, che era stato anche nei Soft Machine.
Il gruppo fu formato da Hopper con il nome "Hugh Hopper & Special Friends" sull'idea del promoter francese Philippe Renaude; fece il suo debutto il 12 maggio 1991 nell'Europa Jazz Festival di Le Mans. Era stato messo assieme in origine solo per questo evento ma avrebbe poi continuato a esibirsi fino al 1996, seppur a periodi alterni, assorbiti come erano i suoi membri in altri progetti musicali. L'attività riguardò quasi esclusivamente i numerosi concerti dal vivo tenuti in diversi Paesi europei, mentre le sessioni in studio si sono limitate a poche prove e all'incisione di alcuni brani dell'album nel settembre 1992.
In alcuni concerti successivi si unirono alla band come ospiti il leader dei Gong Daevid Allen e il sassofonista Elton Dean, che aveva suonato con Hopper nei Soft Machine e in altri progetti, tra cui gli In Cahoots. Gli Short Wave parteciparono inoltre alla grande festa per il 25º anniversario dei Gong tenutasi con una serie di concerti al Forum di Londra nell'ottobre del 1994. Il gruppo si sciolse nel 1996 per le difficoltà a riunirsi dovute al fatto che Hopper e Malherbe vivevano in Francia, mentre Miller e Pyle nel Regno Unito.

## L'album
Fu registrato in Francia tra il novembre 1991 e l'ottobre 1992, in parte in studio a Chennevières-sur-Marne e in parte in diversi concerti dal vivo tenuti a Parigi, Bresse-sur-Grosne, Perpignan e Lilla. Al contrario di altri lavori di questi musicisti, spesso improntati sul rock progressivo con varie contaminazioni, Short Wave Live fu realizzato suonando un jazz puro. Il sassofonista Didier Malherbe, che a inizio carriera aveva suonato nei circoli jazzistici parigini, definì le registrazioni tra le migliori in carriera in cui avesse suonato in ambito jazz. Pubblicato in origine dalla Gimini Music nel 1993, una versione rimasterizzata dell'album è stata pubblicata nel 2005 dalla Voiceprint.

### Tracce
1. The Fox – 4:32 (Phil Miller)
2. Saiseyes – 5:50 (Pip Pyle)
3. Frankly Speaking – 7:27 (Hugh Hopper)
4. The Balladin – 5:17 (Pyle)
5. 2 P.M. / Lobeck-Fish – 10:57 (Hopper)
6. Partout – 6:18 (Hopper)
7. Midnight Judo – 4:39 (Hopper)
8. Shuffle Demons – 9:10 (Hopper)
9. Nan True's Hole – 3:47 (Miller)
10. VZG – 3:26 (Didier Malherbe)
11. Et Alors... – 5:09 (Malherbe)

Durata totale: 66:32

## Formazione
- Didier Malherbe - sax tenore, sax contralto, sax soprano, flauto
- Phil Miller - chitarra, guitar synth
- Hugh Hopper - basso
- Pip Pyle - batteria